# 篠原梵
篠原 梵（しのはら ぼん、1910年4月15日 - 1975年10月17日）は、愛媛県出身の俳人、編集者・出版者。伊予郡南伊予村（現・伊予市）生。本名・敏之（としゆき）。俳号「梵」は郷里の松山で男の子のことを「ボン」と呼んだことによるという。

## 来歴
旧制松山高等学校を経て、1934年、東京大学文学部国文学科を卒業。1938年、中央公論社に入社。戦中の1944年、退職して郷里の愛媛青年師範学校で教師をしていたが、1948年に中央公論社に復職、「中央公論」編集長、同社出版部長、取締役を経て中央公論事業出版専務に就任。その後同社の社長に就任し、丸の内出版社の社長も兼任した。出版人として毎日出版文化賞、広告電通賞などを受賞している。
俳句は高校時代に川本臥風の指導を受け、大学入学後に臥風の紹介で臼田亜浪に師事、兄弟子の大野林火、原田種茅らからも指導を受け、亜浪の俳誌「石楠」にて実作・評論の両面で活躍した。1939年には、『俳句研究』8月号の座談会「新しい俳句の課題」に石田波郷、加藤楸邨、中村草田男とともに出席、この座談会をきっかけに他の3人とともに「人間探求派」と呼ばれることとなった。第二句集『雨』（1953年）出版後は、師・亜浪の逝去などのために意欲を失い句作をほぼ途絶。晩年には口語自由律の句作も試みたが、1975年、肝硬変により死去した。
句集に『皿』（1941年、甲鳥書林）、『雨』（1953年、石楠社）、『年々去来の花』（全句集。1974年、丸の内出版。別冊として自伝『径路』）、代表句に「葉桜の中の無数の空さわぐ」「扇風機止り醜き機械となれり」（ともに『皿』）などがあり、日常生活に取材した鋭い感覚、知性による表現の正確さ、しなやかなリズムが特色とされる。冨田拓也は、その作風に師・亜浪の持っていた破調的傾向や、即物的手法における山口誓子の影響、また切れ字や取り合わせを用いない散文的傾向などを指摘している。